# Empis subnitida
Empis subnitida är en tvåvingeart som beskrevs av Becker 1914. Empis subnitida ingår i släktet Empis och familjen dansflugor.
Artens utbredningsområde är Kenya. Inga underarter finns listade i Catalogue of Life.